# ديبولوج
ديبولوج (بالإنجليزية: Dipolog) هي مدينة في الفلبين، تتبع زامبوانجا ديل نورت، هي عاصمة زامبوانجا ديل نورت، بلغ عدد سكانها 120٬460  نسمة، في 1 مايو 2010، تبلغ مساحتها 241٫13 كيلومتر مربع، رمزها البريدي هو 7100.

## الموقع
تشترك في الحدود مع:
- دابيتان.

## المناخ
يظهر الجدول التالي التغييرات المناخية على مدار السنة لديبولوج:
| البيانات المناخية لـديبولوج       | البيانات المناخية لـديبولوج | البيانات المناخية لـديبولوج | البيانات المناخية لـديبولوج | البيانات المناخية لـديبولوج | البيانات المناخية لـديبولوج | البيانات المناخية لـديبولوج | البيانات المناخية لـديبولوج | البيانات المناخية لـديبولوج | البيانات المناخية لـديبولوج | البيانات المناخية لـديبولوج | البيانات المناخية لـديبولوج | البيانات المناخية لـديبولوج | البيانات المناخية لـديبولوج |
| الشهر                             | يناير                       | فبراير                      | مارس                        | أبريل                       | مايو                        | يونيو                       | يوليو                       | أغسطس                       | سبتمبر                      | أكتوبر                      | نوفمبر                      | ديسمبر                      | المعدل السنوي               |
| --------------------------------- | --------------------------- | --------------------------- | --------------------------- | --------------------------- | --------------------------- | --------------------------- | --------------------------- | --------------------------- | --------------------------- | --------------------------- | --------------------------- | --------------------------- | --------------------------- |
| الدرجة القصوى °م (°ف)             | 35.0 (95.0)                 | 35.2 (95.4)                 | 35.6 (96.1)                 | 36.1 (97.0)                 | 36.6 (97.9)                 | 37.2 (99.0)                 | 36.7 (98.1)                 | 36.8 (98.2)                 | 37.0 (98.6)                 | 36.2 (97.2)                 | 36.2 (97.2)                 | 35.6 (96.1)                 | 37.2 (99.0)                 |
| متوسط درجة الحرارة الكبرى °م (°ف) | 30.2 (86.4)                 | 30.6 (87.1)                 | 31.6 (88.9)                 | 32.6 (90.7)                 | 32.8 (91.0)                 | 32.1 (89.8)                 | 31.9 (89.4)                 | 32.1 (89.8)                 | 32.0 (89.6)                 | 31.7 (89.1)                 | 31.2 (88.2)                 | 30.6 (87.1)                 | 31.6 (88.9)                 |
| المتوسط اليومي °م (°ف)            | 26.5 (79.7)                 | 26.7 (80.1)                 | 27.4 (81.3)                 | 28.0 (82.4)                 | 28.1 (82.6)                 | 27.6 (81.7)                 | 27.0 (80.6)                 | 27.5 (81.5)                 | 27.5 (81.5)                 | 27.3 (81.1)                 | 27.0 (80.6)                 | 26.7 (80.1)                 | 27.3 (81.1)                 |
| متوسط درجة الحرارة الصغرى °م (°ف) | 22.8 (73.0)                 | 22.8 (73.0)                 | 23.1 (73.6)                 | 23.4 (74.1)                 | 23.4 (74.1)                 | 23.0 (73.4)                 | 22.1 (71.8)                 | 22.8 (73.0)                 | 22.9 (73.2)                 | 22.9 (73.2)                 | 22.8 (73.0)                 | 22.8 (73.0)                 | 22.9 (73.2)                 |
| أدنى درجة حرارة °م (°ف)           | 18.4 (65.1)                 | 18.0 (64.4)                 | 17.0 (62.6)                 | 17.3 (63.1)                 | 19.0 (66.2)                 | 18.5 (65.3)                 | 18.5 (65.3)                 | 18.0 (64.4)                 | 18.6 (65.5)                 | 18.5 (65.3)                 | 19.0 (66.2)                 | 17.4 (63.3)                 | 17.0 (62.6)                 |
| معدل هطول الأمطار مم (إنش)        | 129.2 (5.09)                | 90.4 (3.56)                 | 82.5 (3.25)                 | 103.5 (4.07)                | 150.9 (5.94)                | 295.5 (11.63)               | 216.2 (8.51)                | 194.5 (7.66)                | 199.1 (7.84)                | 291.3 (11.47)               | 380.9 (15.00)               | 254.8 (10.03)               | 2٬352٫9 (92.63)             |
| متوسط الأيام الممطرة (≥ 0.1 mm)   | 16                          | 11                          | 10                          | 9                           | 12                          | 18                          | 16                          | 14                          | 16                          | 18                          | 20                          | 18                          | 178                         |
| متوسط الرطوبة النسبية (%)         | 86                          | 84                          | 82                          | 81                          | 83                          | 84                          | 85                          | 84                          | 84                          | 86                          | 86                          | 86                          | 84                          |
| المصدر: PAGASA                    |                             |                             |                             |                             |                             |                             |                             |                             |                             |                             |                             |                             |                             |

## أعلام
- جيري بابروزا
- إدي لور